# Hugo Alberto Torres Marín
Hugo Alberto Torres Marín (Briceño, 9 agosto 1960) è un arcivescovo cattolico colombiano, dal 25 gennaio 2023 arcivescovo metropolita di Santa Fe de Antioquia.

## Biografia

### Formazione e ministero sacerdotale
Dopo aver completato la scuola primaria, ha conseguito il diploma di maturità presso il seminario minore di Santa Rosa de Osos. Ha studiato filosofia e teologia presso il seminario maggiore santo Tomás de Aquino della stessa diocesi.
È stato ordinato presbitero il 24 novembre 1987 dal vescovo Joaquín García Ordonez e incardinato nella diocesi di Santa Rosa de Osos.
Presso la Pontificia Università Gregoriana di Roma, ha conseguito la laurea in teologia dogmatica. Ha anche studiato filosofia ed educazione religiosa presso l'università Cattolica dell'Est di Rionegro e senior management presso l'università di Medellín, specializzandosi in pedagogia virtuale.
Ha ricoperto diversi incarichi tra cui vice cancelliere e direttore accademico della fondazione Universidad Católica del Norte e dal 2001 al 2004 ne è divenuto rettore, mentre dal 2009 al 2011 è stato rettore del seminario maggiore Santo Tomás de Aquino.

### Ministero episcopale

Stemma da vescovo

Il 4 maggio 2011 è stato nominato vescovo ausiliare dell'arcidiocesi di Medellín con l'assegnazione della sede titolare di Bossa. Ha ricevuto l'ordinazione episcopale un mese dopo dall'allora metropolita di Medellín, l'arcivescovo Ricardo Antonio Tobón Restrepo, co-consacranti l'arcivescovo di Barranquilla Jairo Jaramillo Monsalve e il vescovo di Cartago José Alejandro Castaño Arbeláez.
Il 10 settembre 2012 ha compiuto la visita ad limina.
Il 9 ottobre 2014 è diventato amministratore apostolico della diocesi di Apartadó e il 29 settembre 2015 è stato nominato ordinario di questa diocesi.
Il 25 gennaio 2023 papa Francesco lo ha trasferito all'ufficio di arcivescovo metropolita di Santa Fe de Antioquia. Ha preso possesso dell'arcidiocesi il 23 marzo seguente, mentre il 29 giugno ha ricevuto il pallio dal Santo Padre durante la cerimonia svoltasi in piazza san Pietro a Roma.

## Genealogia episcopale
La genealogia episcopale è:
- Cardinale Scipione Rebiba
- Cardinale Giulio Antonio Santori
- Cardinale Girolamo Bernerio, O.P.
- Arcivescovo Galeazzo Sanvitale
- Cardinale Ludovico Ludovisi
- Cardinale Luigi Caetani
- Cardinale Ulderico Carpegna
- Cardinale Paluzzo Paluzzi Altieri degli Albertoni
- Papa Benedetto XIII
- Papa Benedetto XIV
- Papa Clemente XIII
- Cardinale Enrico Benedetto Stuart
- Papa Leone XII
- Cardinale Chiarissimo Falconieri Mellini
- Cardinale Camillo Di Pietro
- Cardinale Mieczysław Halka Ledóchowski
- Cardinale Jan Maurycy Paweł Puzyna de Kosielsko
- Arcivescovo Józef Bilczewski
- Arcivescovo Bolesław Twardowski
- Arcivescovo Eugeniusz Baziak
- Papa Giovanni Paolo II
- Cardinale Beniamino Stella
- Arcivescovo Ricardo Antonio Tobón Restrepo
- Arcivescovo Hugo Alberto Torres Marino